# Xavier Annunziata
Xavier Fernández Annunziata (Santa Cruz de Tenerife, 31 de agosto de 1988) es un entrenador y exfutbolista español. Jugaba, preferentemente, de mediocampista. 

## Trayectoria
Xavi Annunziata realizó la pretemporada 2009-10 con el primer equipo del Club Atlético Osasuna, aunque la temporada la desarrolló en el filial de Segunda B. José Antonio Camacho le hace debutar con el primer equipo el 28 de octubre de 2009, en el partido de ida de la Copa del Rey de fútbol jugado en el Reino de Navarra frente al Deportivo de la Coruña (1-1). Jugó con el dorsal 28, sustituyendo a Calleja.
Debutó en Liga el 15-01-2010 contra el Villarreal CF en El Madrigal (4-2), sustituyendo a Soriano en el minuto 82. El 01-06-2011 Osasuna anuncia que el jugador y Osasuna han llegado a un acuerdo para ampliar su contrato hasta junio de 2013, con opción a otras dos temporadas más; pero a partir de ese momento como jugador ya del primer equipo.
En la temporada 2012-13 juega en la SD Huesca cedido por el Osasuna y en agosto de 2013 ficha por el Real Oviedo con la carta de libertad.
Tras acabar la temporada, en el Real Oviedo, acabaría fichando en el UP Langreo de la Segunda División B.
Tras dos temporadas en el Caudal, con quien consigue el ascenso a Segunda B, deja el club asturiano para fichar por el Villanovense también en la división de bronce española. 
La temporada siguiente firma con el Real Avilés. Club que abandona en el mes de diciembre, dejando entrever que se retira definitivamente de la práctica del fútbol, para ser entrenador.
Una vez finalizada su carrera como futbolista, Xavi Annunziata, empieza su andadura en los banquillos como entrenador.
Su primera oportunidad le llegaría en la 20/21, en 3.ª División, en el Caudal Deportivo club con el que consiguió jugar unos playoffs de ascenso a Segunda RFEF, finalmente se quedó a las puertas, cayendo en la final contra el Real Avilés, que terminaría subiendo de categoría.
En la temporada 22/23 firmaría en el Levante UD, donde trabajó como entrenador en la Academia.
Un año más tarde, en la 23/24 cambiaría el Levante UD, para incorporarse a trabajar, en una de las academias más importantes a nivel nacional, Villarreal CF. Se encargaría de trabajar como entrenador de desarrollo individual y Metodología.

## Clubes y estadísticas
| Club                | País   | Año       | División                            | Part. | Goles |
| ------------------- | ------ | --------- | ----------------------------------- | ----- | ----- |
| C. D. Tenerife "B"  | España | 2007-2008 | 3.ª División                        |       |       |
| C. Atl. Osasuna "B" | España | 2008-2011 | 2.ª División B                      | 94    | 31    |
| C. Atl. Osasuna     | España | 2010-2012 | 1.ª División                        | 35    | 2     |
| S. D. Huesca        | España | 2012-2013 | 2.ª División A                      | 28    | 3     |
| Real Oviedo         | España | 2013-2014 | 2.ª División B                      | 30    | 1     |
| U. P. de Langreo    | España | 2014-2015 | 2.ª División B                      | 11    | 1     |
| Caudal Deportivo    | España | 2015-2017 | 3.ª División 2.ª División B         | 67    | 12    |
| C. F. Villanovense  | España | 2017-2018 | 2.ª División B                      | 24    | 3     |
|                     |        |           |                                     |       |       |
| Entrenador          | País   | Año       | División                            |       |       |
| Caudal Deportivo    | España | 2020-2021 | 3.ª División                        |       |       |
| Levante UD          | España | 2022-2023 | Juvenil Sub-18 / Sub-16             |       |       |
| Villarreal CF       | España | 2023-2024 | Desarrollo Individual / Metodología |       |       |